# لوفتهانزا إيطاليا
لوفتهانزا إيطاليا شركة طيران تابعة لشركة الطيران الألمانية لوفتهانزا. بدأت الشركة في عملياتها في 2 فبراير 2009 من مقرها في ميلان، إيطاليا. تقدم الشركة حالياً خدماتها في 8 مدن أوروبية و 3 مدن إيطالية بواسطة 8 طائرات إيرباص إيه 319.

## تاريخ

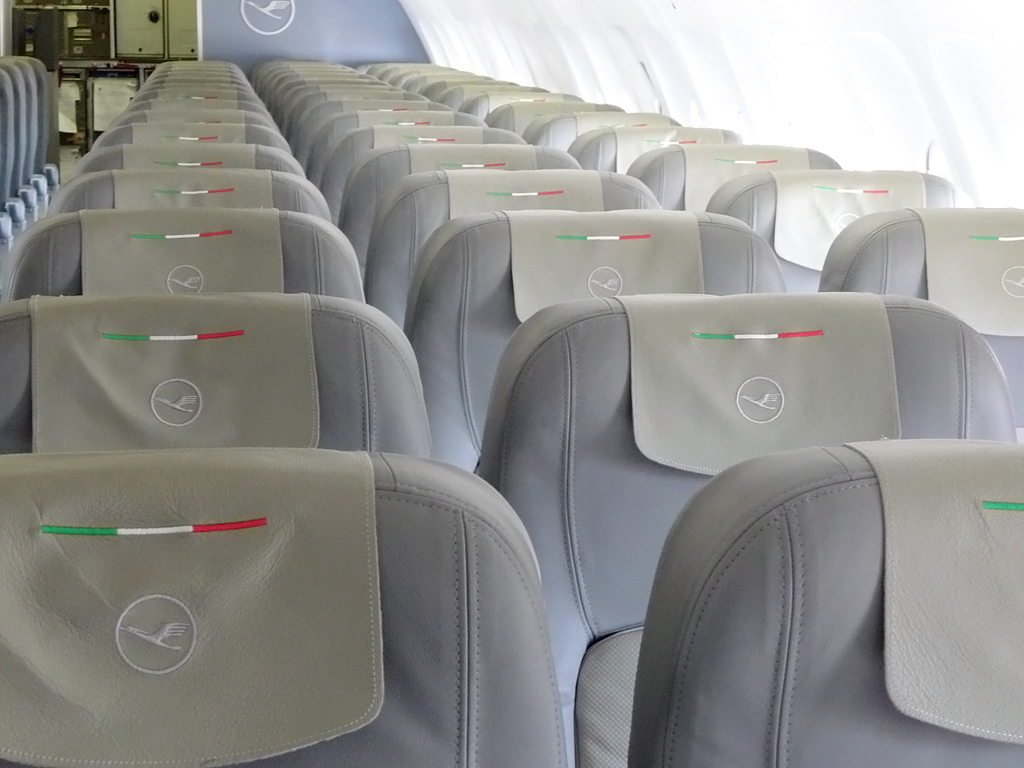

أعلنت لوفتهانزا في 28 أبريل 2008 عن نيتها لوضع 6 طائرات من نوع إمبراير 195 في مطار مالبينسا الدولي للبدأ في تشغيل خطوط جوية بين-أوروبية يكون مركزها ميلان وتقوم بإدارتها طيران دولوميتي التابعة للوفتهانزا. وفي أعلنت لوفتهانزا عن الوجهات الجديد في 11 سبتمبر 2008 كما أعلنت عن نيتها لاستخدام طائرات إيرباص إيه 319 الأكبر حجما من إمبراير 195، وبدأ حجز التذاكر في 14 أكتوبر. إلا في 26 نوفمبر 2008 أعلن لوفتهانزا عن انطلاقة لوفتهانزا إيطاليا بدلاً عن طيران دولوميتي.
تخطط لوفتهانزا إيطاليا لإضافة طائرات البدن الطويل لإسطولها، ويعتقد إنها ستستخدم إما إيرباص إيه 340 أو إيرباص إيه 330

## الوجهات

### أوروبا
- بلجيكا
  - بروكسل - مطار بروكسل
- فرنسا
  - باريس - مطار باريس شارل ديغول الدولي
- هنغاريا
  - بودابست - مطار بودابست فريهجي الدولي
- إيطاليا
  - باري - مطار باري
  - ميلان - مطار مالبينسا الدولي مركز رئيسي
  - نابولي - مطار نابولي الدولي
  - روما - مطار ليوناردو دا فينشي
- البرتغال
  - لشبونة - مطار بورتيلا
- رومانيا
  - بوخاريست - مطار هنري كوندا الدولي
- إسبانيا
  - برشلونة - مطار برشلونة
  - مدريد - مطار مدريد باراخاس الدولي
- المملكة المتحدة
  - لندن - مطار لندن هيثرو

## الأسطول
بالإضافة إلى طائرة إيرباص إيه 319 مستأجرة من شركة بي إم أي لتعمل في الرحلات بين ميلان ولندن